# Абд аль-Карим аль-Кушайри
Абу́-ль-Ка́сим ‘Абд аль-Кари́м ибн Хава́зин аль-Куша́йри (араб. أبو القاسم عبد الكريم بن هوازن القشيري‎; 986, Устува — 1072, Нишапур) — известный исламский богослов, шафиит, ашарит, один из классиков суфизма. Автор классического суфийского трактата «ар-Рисала фи ильм ат-тасаввуф».

## Биография
Его полное имя: Абу-ль-Касим Абд аль-Карим ибн Хавазин ибн Малик ибн Тальха аль-Кушайри ан-Нишапури. Он родился в 986 году в селении Устува в окрестностях Нишапура в семье арабов-землевладельцев. С ранних лет он изучал различные религиозные науки (арабский язык, адаб) и военное искусство (фурусия, истимал ас-силах). Юношей аль-Кушайри отправился в Нишапур, где встретил известного суфия-ашарита Абу Али ад-Даххака. Вскоре он стал его любимым учеником, а затем и зятем. Аль-Кушайри обучался у известных богословов, среди которых были Абу Бакр ат-Туси, Абу Исхак аль-Исфараини, Ибн Фурак и др. После смерти ад-Даххака аль-Кушайри возглавил суфийское собрание (маджлис ат-тазкир) и в его медресе и преподавал в нём хадисы (маджлис ал-имла'), шафиитское право (фикх) и ашаритский калам .
После 1048 года в Нишапуре происходили конфликты на религиозной почве между матуридитами-ханафитами и ашаритами-шафиитами. Будучи одним из лидеров ашаритов, аль-Кушайри подвергся гонениям и был арестован, так как матуридиты пользовались поддержкой сельджукских властей, и в частности визиря аль-Кундури. После освобождения он был вынужден уехать в Багдад, где преподавал хадисы при дворе халифа аль-Каима. После казни визиря аль-Кундури аль-Кушайри вернулся в Нишапур и продолжил свою преподавательскую и творческую деятельность вплоть до своей смерти.
У аль-Кушайри было шесть сыновей и несколько дочерей. Один из его сыновей, Абу-н-Наср Абдуррахим, продолжил дело отца, став активным проповедником ашаризма. Он пользовался авторитетом у визиря Низам аль-Мулька и некоторое время преподавал ашаритское учение в багдадской ан-Низамии. Это вызвало нападки местных ханбалитов и кровопролитные столкновения между его ашаритами и ханбалитами. В результате этого Абу-н-Наср вынужден был вернуться в Нишапур, где и умер в 1120 году.

## Труды
Аль-Кушайри был автором большого количества работ по различным аспектам мусульманского права и доктрины. Ему приписывают от 20 до 30 сочинений толкованию Корана (2 тафсира), хадисоведению, теории и практики суфизма. Наибольшую известность он приобрёл благодаря ряду фундаментальных работ по истории, теории и практике суфизма, среди которых можно отметить книгу «Рисаля фи ильм ат-тасаввуф». Эта книга стала одной из самых авторитетных в области суфизма, служила и служит пособием для суфиев. В книге «Рисаля …» аль-Кушайри написал биографии знаменитых суфиев и разъяснил суфийскую терминологию. Ещё до Абу Хамида аль-Газали, аль-Кушайри пытался устранить противоречия между ортодоксальным исламом и суфизмом, а также сблизить их позиции.